# 板垣好紀
板垣 好紀（いたがき よしのり、1960年5月3日 - ）は、日本の実業家。 太平洋興発代表取締役社長。

## 人物・経歴
北海道出身。1984年北海道大学経済学部卒業、太平洋興発入社。1998年総務部総務課長。2006年総務部長。2007年取締役。2015年常務取締役。2015年代表取締役社長。